# Chaetodon nippon
Chaetodon nippon är en fiskart som beskrevs av Franz Steindachner och Döderlein 1883. Chaetodon nippon ingår i släktet Chaetodon och familjen Chaetodontidae. Inga underarter finns listade i Catalogue of Life.
Arten förekommer i havet kring södra Japan, Koreahalvön, östra Kina, Taiwan och söderut till norra Filippinerna. Den registrerades till ett djup av 20 meter. Antagligen kan den leva i områden som är lite djupare. Individerna håller sig nära klippor och de bildar mer eller mindre stora stim. Födan utgörs av kräftdjur, havslevande maskar och andra ryggradslösa djur.
Några exemplar fångas och hölls i akvarium men fångsten påverkar inte beståndet. Andra hot är inte kända. IUCN kategoriserar arten globalt som livskraftig.